# Коныр-Аулие (Павлодарская область)
Коныр-Аулие (каз. Қоңыр әулие; также Аулиетас, Баянаульская пещера) — пещера в горе Аккарагай на территории Баянаульского национального парка в 17 км к северо-востоку от села Баянаул. Входит в список памятников истории и культуры местного значения Павлодарской области.

## Описание

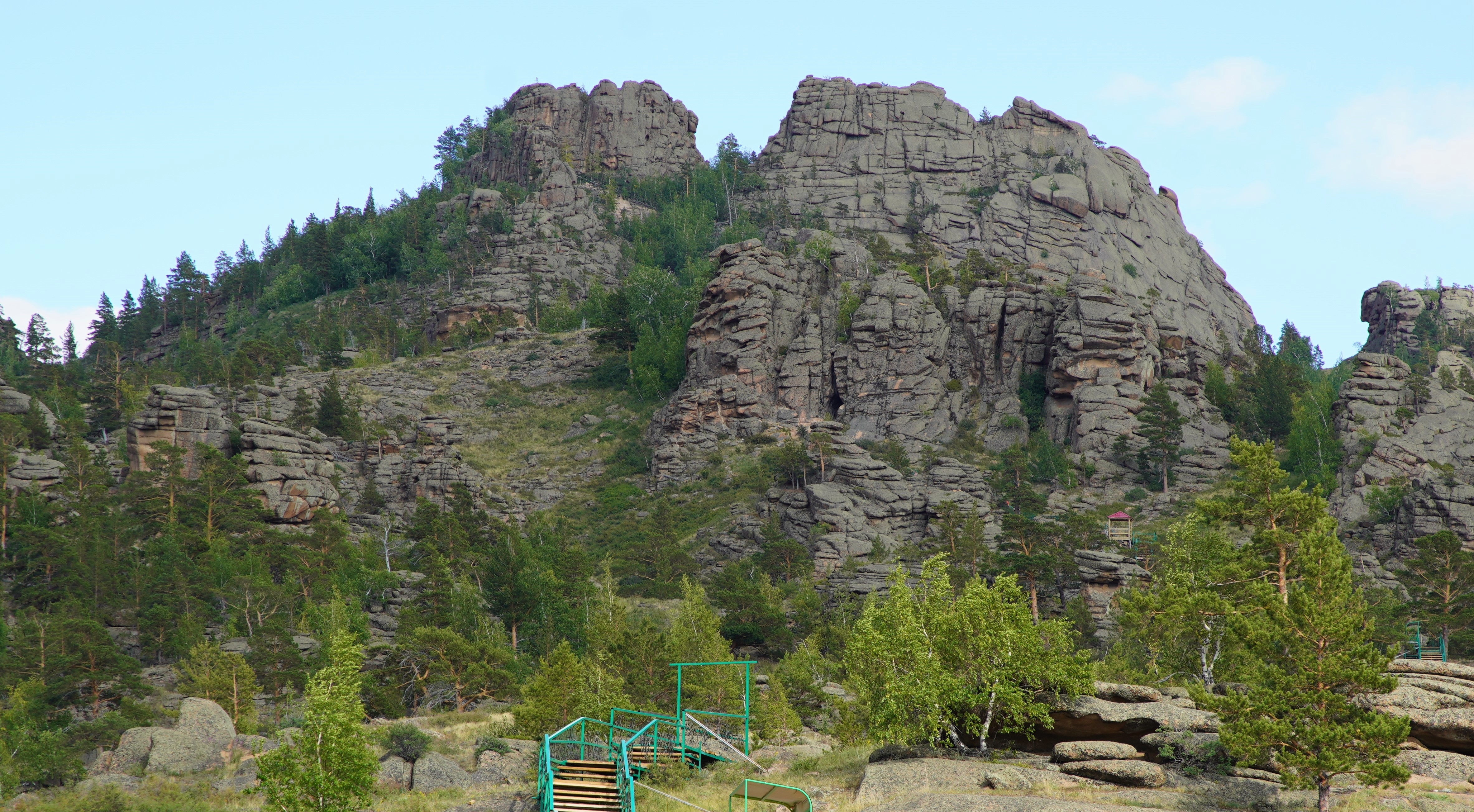
Гора Аккарагай

Скала, на которой расположена пещера, вытянута осью с севера на юг, она состоит из кристаллических пород гранитоидов и образована в результате тектонических процессов и выветривания. Вход в пещеру находится с западной стороны скалы, ширина входной части 1,8-2,5 м. Пещера состоит из «зала» длиной 30 м, который переходит в узкое, поднимающееся коридорообразное продолжение. Далее вверх идёт узкий проход и находится углубление, в котором собирается влага, стекающая по трещинам. В глубине есть небольшое солёное озерко с минерализованной водой. Средняя высота пещеры 2,5 м, в двух местах имеются расширения высотой до 7 м.

## Сакральное значение

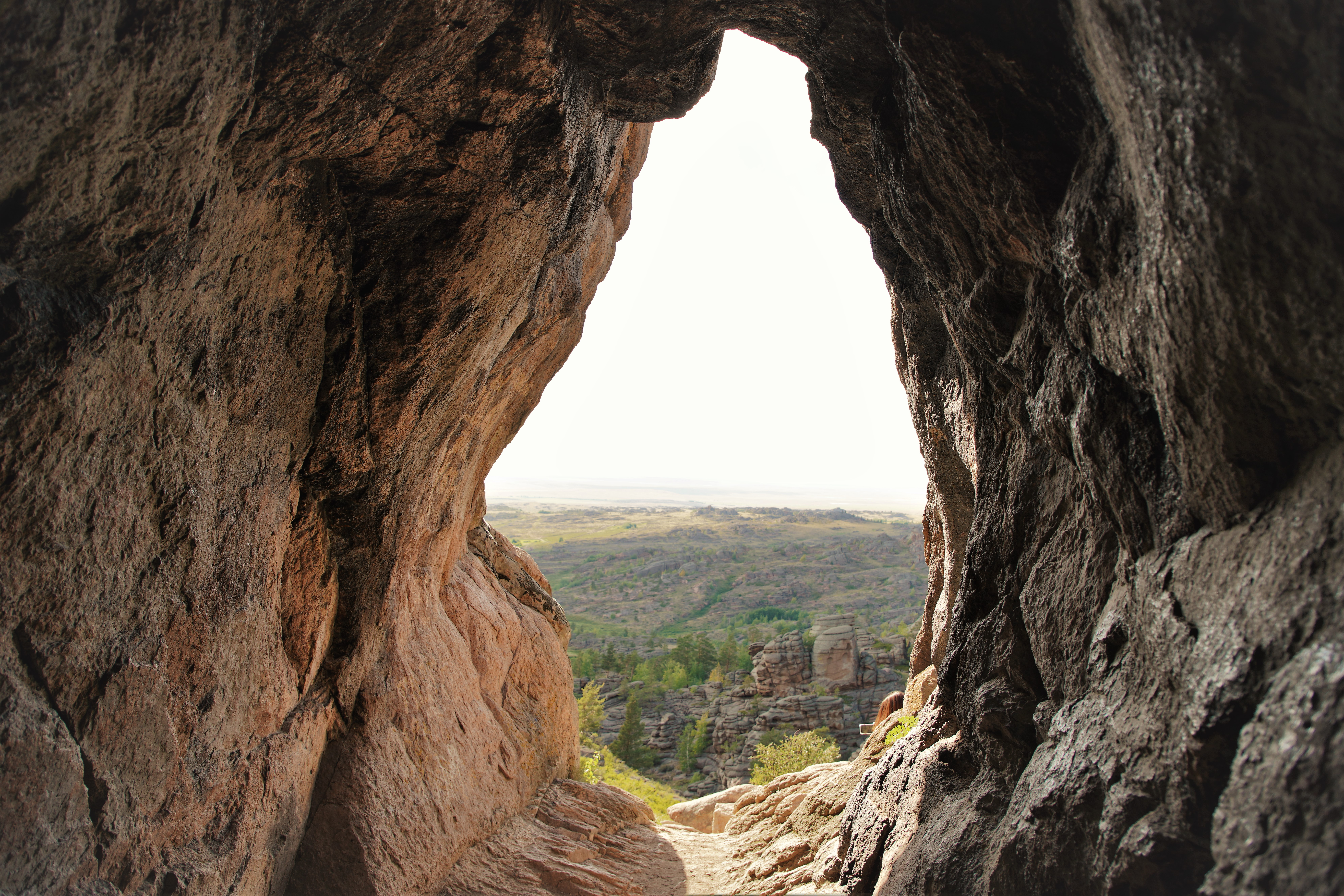
Вид из пещеры

Пещера является местом паломничества благодаря воде на её дне, которой приписывают чудодейственную силу. Считается, что она лечит все болезни, а женщины, желающие родить, ночуют в пещере.
В XIX веке в путевых заметках «От Павлодара до Каркаралинска» этнограф Николай Коншин писал о паломничестве к горе:
На Аулие-тас ездят молиться больные и просто бедные киргизы, а главным образом бездетные женщины. Приезжают обыкновенно под вечер и ночь проводят или в пещере, или где-нибудь вблизи её. Богатые режут барана и мясо его варят, разложив костёр у входа в пещеру. Мясо варится непременно в воде из казана в пещере, оттуда же берут воду для омовения, пьют её и поливают ею больные части тела. Вода эта, по мнению киргиз, имеет целебные свойства. Как мне потом рассказывал один баянаульский старик — Чагыбай Тасыбаев, молящие делают ещё свечи из чия, обвернув его ватой или тряпками, пропитанным жиром от заколотого барана; эти свечи (шырак) жгутся в пещере, причём показывают вид, что умываются огнем и потирают им больное место на теле. Чем больше сжигаются свечи, тем лучше. По тем снам, какие снятся во время спанья около пещеры, можно судить исполнится или нет просимое. Бедные, в знак жертвы, вешают повсюду лоскутки, а богатые как я сказал, колят барана и кладут на казан в пещере деньги. Эти деньги, по словам того же Чагыбая, бедняки имеют право взять себе, но при этом непременно надо обратиться к святому духу пещеры со словами «таксыр, не сердись, позволь мне взять эти деньги».

Глубокой, немагометанской стариной веет, конечно, от всех описанных обрядов. Татары не почитают пещеры и если когда и ездят к ней, то из простого любопытства, как и русские. Несмотря на расспросы многих из киргиз, я не мог хорошо выяснить, кому молятся они в Аулие-тас. От некоторых я слышал рассказ о святом, который жил в пещере — на высоком потолке и теперь витает, будто бы его душа, а по словам других, там есть даже опочивальня святого…
По одной из легенд, во времена всемирного потопа Всевышний сохранил жизнь трём братьям — Коныру, Кырану и Кулану, которые больше заботились о других, нежели о себе. Во время потопа они не стали занимать места в Ноевом ковчеге, а спаслись, привязав к нему несколько брёвен к нему. Всевышний, видя чистоту их душ, смилостивился и вывел их к Баянаульским горам. Коныр жил в местности Жамбакы, Кыран — на вершине горы Баянтау, а Кулан — в Кызылтауских краях. Коныр аулие давал всем желаемое, Кыран аулие мог подсказать, где искать потерянную вещь, и сообщить за день о нападении врага, а Кулан заботился о благосостоянии народа.